# Olethrius scabripennis
Olethrius scabripennis är en skalbaggsart som beskrevs av Thomson 1865. Olethrius scabripennis ingår i släktet Olethrius och familjen långhorningar.
Artens utbredningsområde är Fiji. Inga underarter finns listade i Catalogue of Life.